# Bitwa nad Wełtawą
Bitwa nad Wełtawą – w 871 roku wybuchło w Państwie Wielkomorawskim ludowe powstanie wymierzone przeciwko państwu wschodniofrankijskiemu i narzuconej przez Ludwika Niemieckiego władzy. Przywódcą rebelii był Sławomir, przeciwko któremu Ludwik Niemiecki wysłał swoje wojsko. Wyprawa nie osiągnęła oczekiwanego efektu, więc Ludwik przygotował drugą wyprawę, na czele której stanął Świętopełk, obiecujący królowi niemieckiemu stłumienie powstania. Po dotarciu na Morawy Świętopełk zdradził wojska frankijskie i przeszedł na stronę powstańców, przejmując dowództwo wojskowe od Sławomira. Po stronie Świętopełka do walk włączyli się książęta czescy, pomiędzy którymi był Borzywoj I, uznawany za pierwszego historycznego władcę i twórcę państwa czeskiego. Zgodnie z zapiskami Annales Fuldenses Czechów nad Wełtawą w 872 roku pokonały oddziały frankijskie dowodzone przez arcybiskupa Moguncji Luitberta.